# Half Hour of Power
Half Hour of Power — первый мини-альбом канадской рок-группы Sum 41. Выпущен 27 июня 2000 года на Big Rig Records, филиале Island Records (США), и Aquarius Records (Канада). Разные источники относят его и к мини-альбому и к студийному альбому. Сама группа объявила следующий релиз, All Killer No Filler, их дебютным альбомом. В конце последнего трека была специально добавлена тишина, чтобы увеличить общую продолжительность альбома.

## Об альбоме
На обложке альбома изображён барабанщик группы Стив Джоз в трусах, который держит в руках водяное ружьё. Обложка альбома является аллюзией на обложку альбома So Far, So Good… So What! группы Megadeth. Раннее, это же изображение было использовано в демо-записи «1998 Demo», которое выпущено на кассете в ограниченном тираже.
Песню «Summer» группа планировала ради шутки помещать на каждый альбом, но после выхода альбома All Killer No Filler, они решили так больше не делать.
Три песни с альбома — «What I Believe», «Another Time Around» и «Summer» — были на их демо-кассете Rock Out With Your Cock Out.

## Список композиций
1. «Grab the Devil by the Horns and Fuck Him Up the Ass» — 1:06
2. «Machine Gun» — 2:29
3. «What I Believe» — 2:49
4. «T.H.T.» — 0:43
5. «Makes No Difference» — 3:10
6. «Summer» — 2:40
7. «32 Ways to Die» — 1:30
8. «Second Chance for Max Headroom» — 3:51
9. «Dave's Possessed Hair/It's What We're All About» — 3:47
10. «Ride the Chariot to the Devil» — 0:55
11. «Another Time Around» — 3:19 (6:52 с добавлением тишины в песне, было сделано для того, чтобы длина альбома была 30 минут)
12. «Makes No Difference» — (Japanese Bonus Enchanced Video Track)
13. «Gone Gone Gonerrhea» — (Japanese Bonus Enchanced Video Track)

## Синглы
- «Makes No Difference» — 2000

## Участники записи
- Дерик «Bizzy D» Уибли — вокал, ритм-гитара
- Дэйв «Brownsound» Бэкш — бэк-вокал, соло-гитара
- Джейсон «Cone» МакКэслин — бас
- Стив «Stevo 32» Джоз — барабаны